# ایزدمار
ایزدمار (ایتالیایی: Il dio serpente) یک فیلم فانتزی اروتیک ایتالیایی به کارگردانی پی‌یرو ویوارلی است که در سال ۱۹۷۰ منتشر شد. این فیلم، یکی از نخستین نمونه‌های فیلم سکسنتفاعی با موضوع وودو (و بعدها زامبی) است و برخی صحنه‌های آن در کلمبیا تصویربرداری شده است. یکی از ترانه‌های این فیلم به رتبه نخست جدول ۱۰۰ ترانه برتر ایتالیا دست یافت.
کارگردان فیلم پی‌یرو ویوارلی گفت که یکی از صحنه‌های جنسی با بازی نادیا کاسینی شبیه‌سازی نشده است: «من به اِواریستو مارکِس، بازیگری که صحنه سکس آتشینی با او داشت، گفته بودم جوری بازی کن که انگار همه چیز واقعی است. و فکر می‌کنم این اتفاق افتاد. علاوه بر این، نادیا کاسینی هم با این موضوع مشکلی نداشت.»

## گزیدهٔ بازیگران
- نادیا کاسینی
- بریل کانینگهام
- گالئاتسو بنتی
- کلاودیو تریونفی
- اِواریستو مارکِس
- سرجو ترامونتی